# Ochsenkar
Der Ortsname Ochsenkar, diminutiv Ochsenkarl (mit der oberdeutschen Verkleinerungssilbe -e[r]l verschmolzen), ist in den Ostalpen weit verbreitet und findet sich vor allem an Karen über Almgebieten, meist also geeignete, mehr oder minder steile Hochtäler und Hochtaltobel (alemannisch: Ochsentobel). Der Ausdruck zählt zu den Oronymika, den Berg- und Talnamen.
Vergleichbar:
- Ochsental